# Manfred Eckstein (Politiker, 1935)
Manfred Eckstein (* 3. September 1935 in Truckenthal) ist ein deutscher Arzt und Politiker (SPD). Er gehörte kurzzeitig der Volkskammer der DDR an.

## Leben und Beruf
Eckstein, der Sohn eines Fleischers, studierte nach seinem Abitur Humanmedizin. 1960 legte er das Staatsexamen ab, später promovierte er zum Dr. med. und ließ sich in den Kliniken in Berlin-Buch zum Facharzt für Orthopädie ausbilden. Von 1967 bis 1990 war er als Facharzt im ambulanten Gesundheitswesen in den Berliner Stadtbezirken Prenzlauer Berg und Pankow tätig. Daneben war er seit 1969 freier Gutachter und Berater an der Staatlichen Ballettschule Berlin. Nach der Wiedervereinigung eröffnete er eine eigene Arztpraxis in Berlin-Karow, wo er als Facharzt und Facharztausbilder arbeitete. Daneben beteiligte er sich an der Umstrukturierung des Gesundheitswesens in Berlin-Weißensee und war berufspolitisch in der Kassenärztlichen Vereinigung in Berlin und im Berufsverband der Orthopäden tätig. Im Jahr 2000 ging er in den Ruhestand.

## Politik
1989/90 beteiligte sich Eckstein, der bis dahin nicht politisch aktiv gewesen war, an der Organisation größerer Demonstrationen und nahm an den Runden Tischen in Berlin-Weißensee teil. 1990 überbrachte er die dort beschlossenen Forderungen an die Vollversammlung der Stadtbezirksverordneten von Weißensee.
Bei der Volkskammerwahl 1990 kandidierte Eckstein auf Platz 13 der SPD-Liste im Wahlkreis Berlin, welcher zunächst nicht für den Einzug in die Volkskammer reichte. Am 1. August 1990 rückte er jedoch für den ausgeschiedenen Thomas Krüger ins Parlament nach. Sein Mandat währte nur zwei Monate, im Zuge der Wiedervereinigung wurde die Volkskammer aufgelöst.